# Uran-6
Le Uran-6 est un drone terrestre russe utilisé comme un char de déminage. C'est un véhicule chenillé qui est équipé d'une lame de bulldozer ou d'un rouleau compresseur à l'avant, 4 caméras offrent à l'opérateur une vue 360° qui peut opérer l'Uran à une distance allant jusqu'à 1 500 m.
Le système robotique balaie les principaux types de mines antipersonnel et antichars, d'engins explosifs et de munitions non explosées dans des zones envahies par une végétation dense, obstruées par des déchets industriels, du métal et de pierres. Il peut déplacer des objets solides pesant jusqu'à 1 000 kg et ayant des dimensions n'excédant pas 1 m avec une lame de bulldozer équipée d'une pince rotative. Ce n'est pas seulement un véhicule de déminage il peut aussi servir comme véhicule du génie en remorquant des véhicules endommagés ou creusant / remplissant des tranchées.
Plusieurs types d'équipements peuvent être montés et démontés en une vingtaine de minutes sur le terrain. Parmi ces équipements on trouve :
- fléau de mines
- barre rotative
- charrue à rouleaux
- lame de bulldozer
- lame de bulldozer avec pince rotative

Il a été utilisé durant la Guerre civile syrienne et durant la guerre en Ukraine.

## Opérateur
- Russie

## Galerie d'images

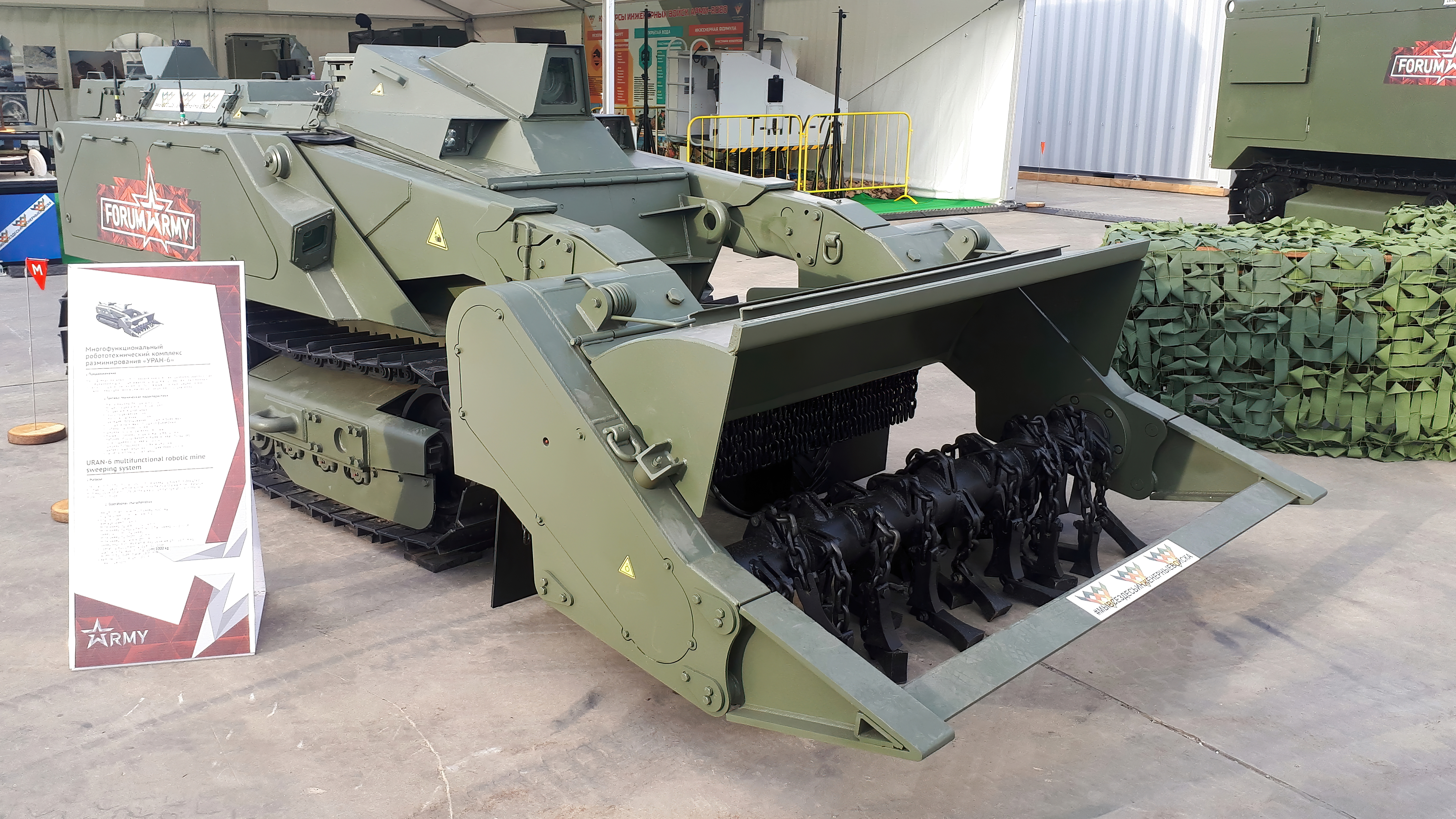
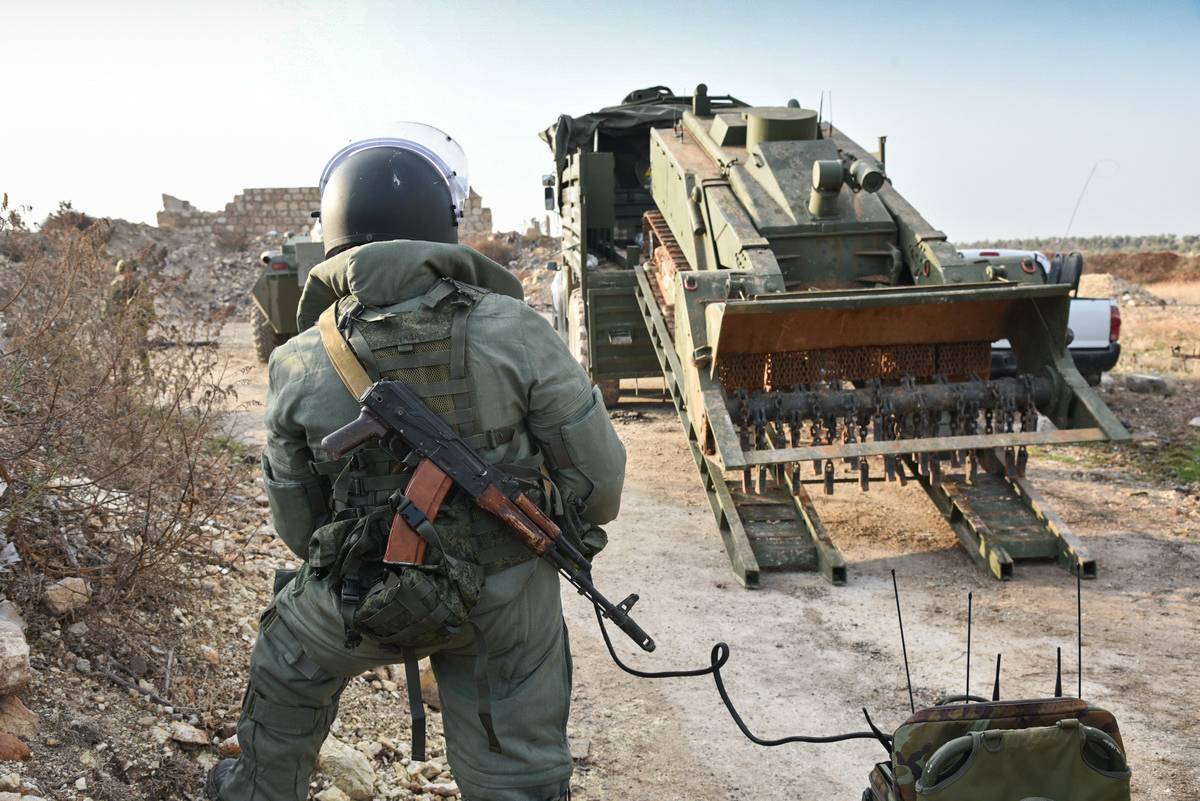
Déminage par l'Uran-6 en Ukraine.
- Uran-6 en Syrie.
- Entrainement avec l'Uran-6